# Harrison (Arkansas)
Harrison is een plaats (city) in de Amerikaanse staat Arkansas, en valt bestuurlijk gezien onder Boone County.

## Demografie
Bij de volkstelling in 2000 werd het aantal inwoners vastgesteld op 12.152.
In 2006 is het aantal inwoners door het United States Census Bureau geschat op 12.986, een stijging van 834 (6,9%).

## Geografie
Volgens het United States Census Bureau beslaat de plaats een oppervlakte van
26,5 km², geheel bestaande uit land. Harrison ligt op ongeveer 323 m boven zeeniveau.

## Plaatsen in de nabije omgeving
De onderstaande figuur toont nabijgelegen plaatsen in een straal van 24 km rond Harrison.